# Mikroregije u Mađarskoj
Županije u Mađarskoj i glavni grad bili su podijeljeni na 174 mikroregije (mađ. kistérségek, sing. kistérség), a Budimpešta je bila sama mikroregija za sebe. Ovaj sustav je 2013. zamijenjen sa 198 okruga.

## Povijest
Kotari su u Mađarskoj postojali u socijalizmu dok se uvelo sustav savjeta. Onda je postojalo 150 kotara, čiji se broju postupno smanjivao te naposljetku ukinuo 1984. godine.
Rujna 2011. mađarska je vlada odlučila utemeljiti kotare po županijama radi učinkovitije i racionalnije djelovanje sustava državne uprave. O prijedlogu mjesne su se samouprave mogla izjasniti do 29. siječnja 2012. godine. Kotari i kotarski Vladini uredi će djelovati od 1. siječnja 2013. godine. U trenutku donošenja odluke o uvođenju kotara, djelovalo je 175 mikroregija koje su obnašale razne zadaće. Kotari koje se namjerava osnovati brojem dosežu broj mikroregija. Podjela im je slična mikroregijama.

## Popis
Mikroregije su navedene po županijama, po mađarskom nazivlju.

## Budimpešta
- Budapesti

## Bačko-kiškunska županija
- aljmaška (Bácsalmási)
- bajska (Bajai)
- jankovačka (Jánoshalmi)
- kalačka (Kalocsai)
- kečkemetska (Kecskeméti)
- kireška (Kiskőrösi)
- kiškunfeleđhaska (Kiskunfélegyházi)
- olaška (Kiskunhalasi)
- kiškunmajska (Kiskunmajsai)
- kunsentmikloška (Kunszentmiklósi)

## Baranjska županija
- komlovska (Komlói)
- mohačka (Mohácsi)
- pečuška (Pécsi)
- pečvarska (Pécsváradi)
- šaška (Sásdi)
- šeljinska (Sellyei)
- šikloška (Siklósi)
- selurinačka (Szentlőrinci)
- sigetska (Szigetvári)

## Bekeška županija
- Békéscsabai
- Békési
- Gyulai
- Mezőkovácsházi
- Orosházi
- Sarkadi
- Szarvasi
- Szeghalmi

## Bila županija(Fejerska)
- Abai
- džankutaranska (Adonyi)
- bičkanska (Bicskei)
- pentelska (Dunaújvárosi)
- Enyingi
- erčinska (Ercsi)
- Gárdonyi
- Móri
- Sárbogárdi
- stolnobiogradska (Székesfehérvári)

## Boršod-abaújsko-zemplénska županija
- Abaúj–Hegyközi
- Bodrogközi
- Edelényi
- Encsi
- Kazincbarcikai
- Mezőcsáti
- Mezőkövesdi
- Miskolci
- Ózdi
- Sárospataki
- Sátoraljaújhelyi
- Szerencsi
- Szikszói
- Tiszaújvárosi
- Tokaji

## Čongradska županija
- čongradska (Csongrádi)
- vašareljska (Hódmezővásárhelyi)
- Kisteleki
- makovska (Makói)
- ralmska (Mórahalmi)
- segedinska (Szegedi)
- Szentesi

## Đursko-mošonjsko-šopronska županija
- černjska (Csornai)
- đurska (jurski, vjurski) (Győri)
- kapujsko-beledska (Kapuvár-Beledi)
- starigradska (Mosonmagyaróvári)
- Pannonhalmi
- šopronjsko-herceška (Sopron-Fertődi)
- Téti

## Hajdu-biharska županija
- Balmazújvárosi
- Berettyóújfalui
- debrcinska (Debreceni)
- Derecske–Létavértesi
- Hajdúböszörményi
- Hajdúhadházi
- Hajdúszoboszlói
- Polgári
- Püspökladányi

## Heveška županija
- Bélapátfalvai
- egerska (Egri)
- Füzesabonyi
- đunđuška (Gyöngyösi)
- Hatvani
- Hevesi
- Pétervásárai

## Jaziško-velikokumansko-szolnočka županija
- Jászberényi
- Karcagi
- Kunszentmártoni
- Mezőtúri
- Szolnoki
- Tiszafüredi
- Törökszentmiklósi

## Komoransko-ostrogonska županija
- Dorogi
- ostrogonska (Esztergomi)
- Kisbéri
- komoranska (Komáromi)
- Oroszlányi
- Tatai
- Tatabányai

## Nogradska županija
- Balassagyarmati
- Bátonyterenyei
- pastanska (Pásztói)
- Rétsági
- Salgótarjáni
- Szécsényi

## Peštanska županija
- Aszódi
- eršanska (vundeška) (Budaörsi)
- ceglidska (Ceglédi)
- Dabasi
- kesijska (Dunakeszi)
- andzabeška (Érdi)
- gedlovska (godelska) (Gödöllői)
- Gyáli
- Monori
- Nagykátai
- velišvarska (verišarska) (Pilisvörösvári)
- kovinska mikroregija (Ráckevei)
- senandrijska (Szentendrei)
- Szobi
- vacijska (Váci)
- rečaska (Veresegyházi)

## Szabolčko-szatmársko-bereška županija
- Baktalórántházai
- Csengeri
- Fehérgyarmati
- Ibrány–Nagyhalászi
- Kisvárdai
- Mátészalkai
- Nagykállói
- Nyírbátori
- Nyíregyházai
- Tiszavasvári
- Vásárosnaményi
- Záhonyi

## Šomođska županija(starije ime: Šimeška)
- balatonföldvárska( Balatonföldvári)
- barčanska (Barcsi)
- čurgujska (Csurgói)
- fonyódska (Fonyódi)
- kadarkútska (Kadarkúti)
- kapušvarska (Kaposvári)
- lengyeltótska (Lengyeltóti)
- marcalinska (Marcali)
- nagyatádska (Nagyatádi)
- siófočka (Siófoki)
- tapska (Tabi)

## Tolnanska županija
- bonjarska (Bonyhádi)
- dumvarska (Dombóvári)
- pakšanska (Paksi)
- seksarska (Szekszárdi)
- tomašinska (Tamási)

## Vesprimska županija
- Ajkai
- Balatonalmádi
- Balatonfüredi
- Pápai
- Sümegi
- Tapolcai
- Várpalotai
- Vesprimska mikroregija
- Zirci

## Zalska županija
- heviska (Hévízi)
- kesteljska (Keszthelyi)
- lentipska (Lenti)
- letinjska (Letenyei)
- velikokaniška (Nagykanizsai)
- pačka (Pacsai)
- jegersečka (Zalaegerszegi)
- zalakaroška (Zalakarosi)
- zalaszentgrotska (Zalaszentgróti)

## Željezna županija
- demlačka (Celldömölki)
- čepreška (Csepregi)
- kermiedska (Körmendi)
- kiseška (Kőszegi)
- őriszentpéterska (Őriszentpéteri)
- šarvarska (Sárvári)
- monošterska (Szentgotthárdi)
- sambotelska (Szombathelyi)
- varoška (Vasvári)